# Štruca
Le Štruca est un sommet des Alpes, à 2 457 m d'altitude, dans les Alpes kamniques, en Slovénie.
Il paraît naître du Skuta, son versant sud se déversant littéralement sur la haute terrasse karstique Veliki podi. Štruca signifie « le pain » et sa forme ressemble effectivement à de la pâte. C'est dans les surplombs les plus impressionnants que furent ouvertes des « voies d'artif » dans les années 1960. La voie normale est la même que celle pour le Skuta, mais bifurque vers le sud, à l'est de la brèche Škrbina. Parmi les nombreuses parois s'élevant au-dessus de la vallée Ravenska Kočna, le versant nord du Štruca est souvent mépris comme appartenant au Dolgi Hrbet, son voisin occidental, où au Skuta à l'est.

## Sources
- (sl) Tone Golnar, Davo Karničar... et al., Plezalni vodnik Jezersko, Ljubljana, Planinska zveza Slovenije, 1999 (ISBN 961-6156-15-2). -guide d'alpinisme pour Jezersko (Club alpin slovène).
- (sl) Tine Mihelič, Rudi Zaman, Slovenske stene, Radovljica, Didakta, 2003 (ISBN 961-6463-47-0). -guide d'alpinisme et livre reconnu, couvrant les parois slovènes.
- (sl) Vladimir Habjan, Jože Drab... et al., Kamniško-Savinjske Alpe : planinski vodnik, Ljubljana, Planinska zveza Slovenije, 2004 (ISBN 961-6156-52-7). -guide de randonnée alpine pour les Alpes kamniques (Club alpin slovène).
- PzS (N° 266), GzS, Grintovci -  1 : 25 000, Ljubljana, 2005. -carte du Club alpin slovène.

## Notes et références

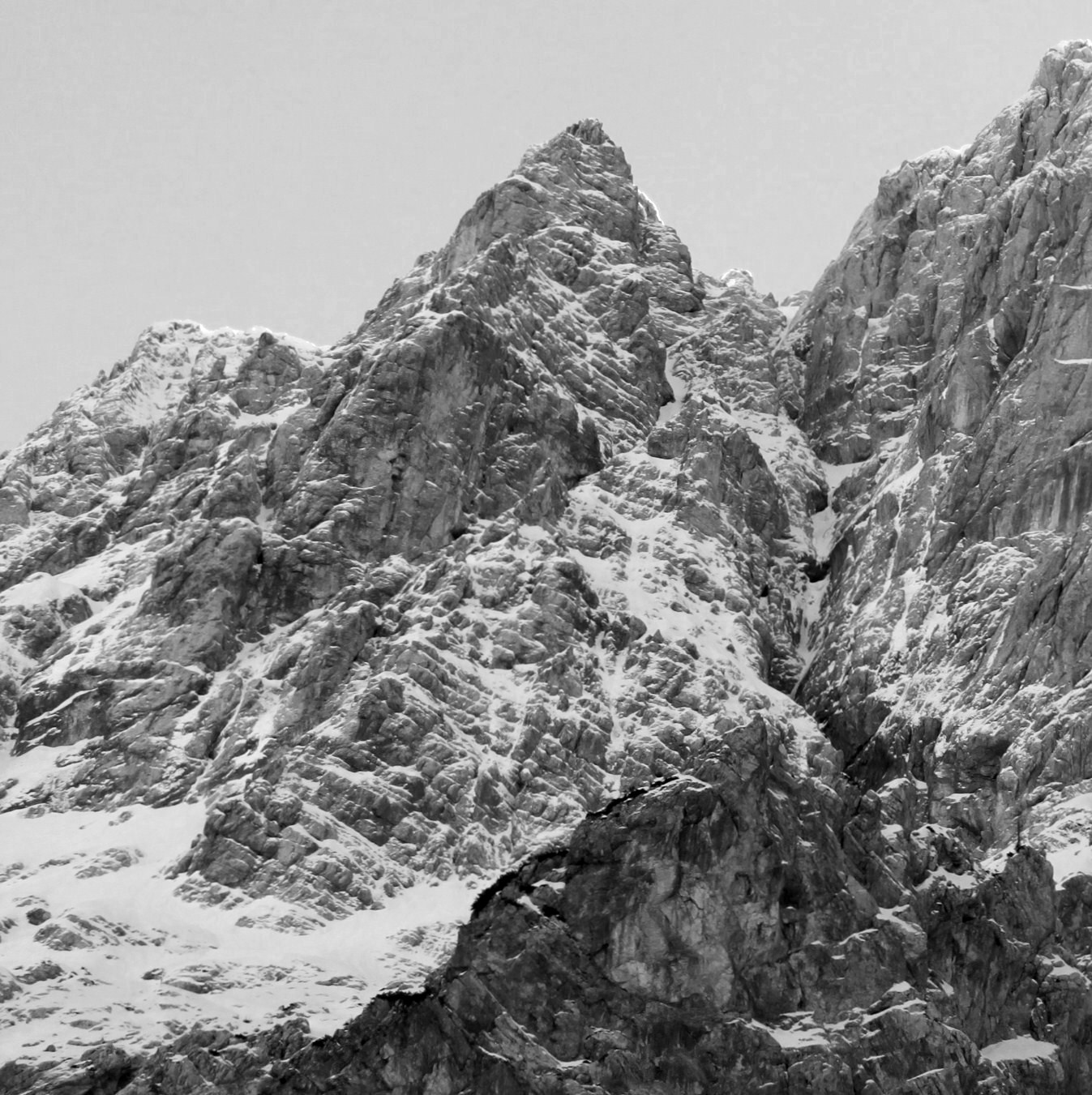
Vue du versant nord en hiver